# Concours complet d'équitation par équipes aux Jeux olympiques d'été de 2024
Cet article traite de l'épreuve par équipes. Pour la compétition individuelle, voir Concours complet d'équitation individuel aux Jeux olympiques d'été de 2024.
Navigation
Tokyo 2020 Los Angeles 2028
L'épreuve du concours complet d'équitation par équipes aux Jeux olympiques d'été de 2024 de Paris a lieu du 27 au 29 juillet 2024 au château de Versailles.

## Médaillés
| Or | Argent | Bronze |
| Grande-Bretagne - Laura Collett et London 52 - Tom McEwen et JL Dublin - Rosalind Canter et Lordships Graffalo | France - Karim Laghouag et Triton Fontaine - Stéphane Landois et Chaman Dumontceau - Nicolas Touzaint et Diabolo Menthe | Japon - Yoshiaki Oiwa et MGH Grafton Street - Kazuma Tomoto et Vinci de la Vigne - Toshiyuki Tanaka et Jefferson |

## Site des compétitions

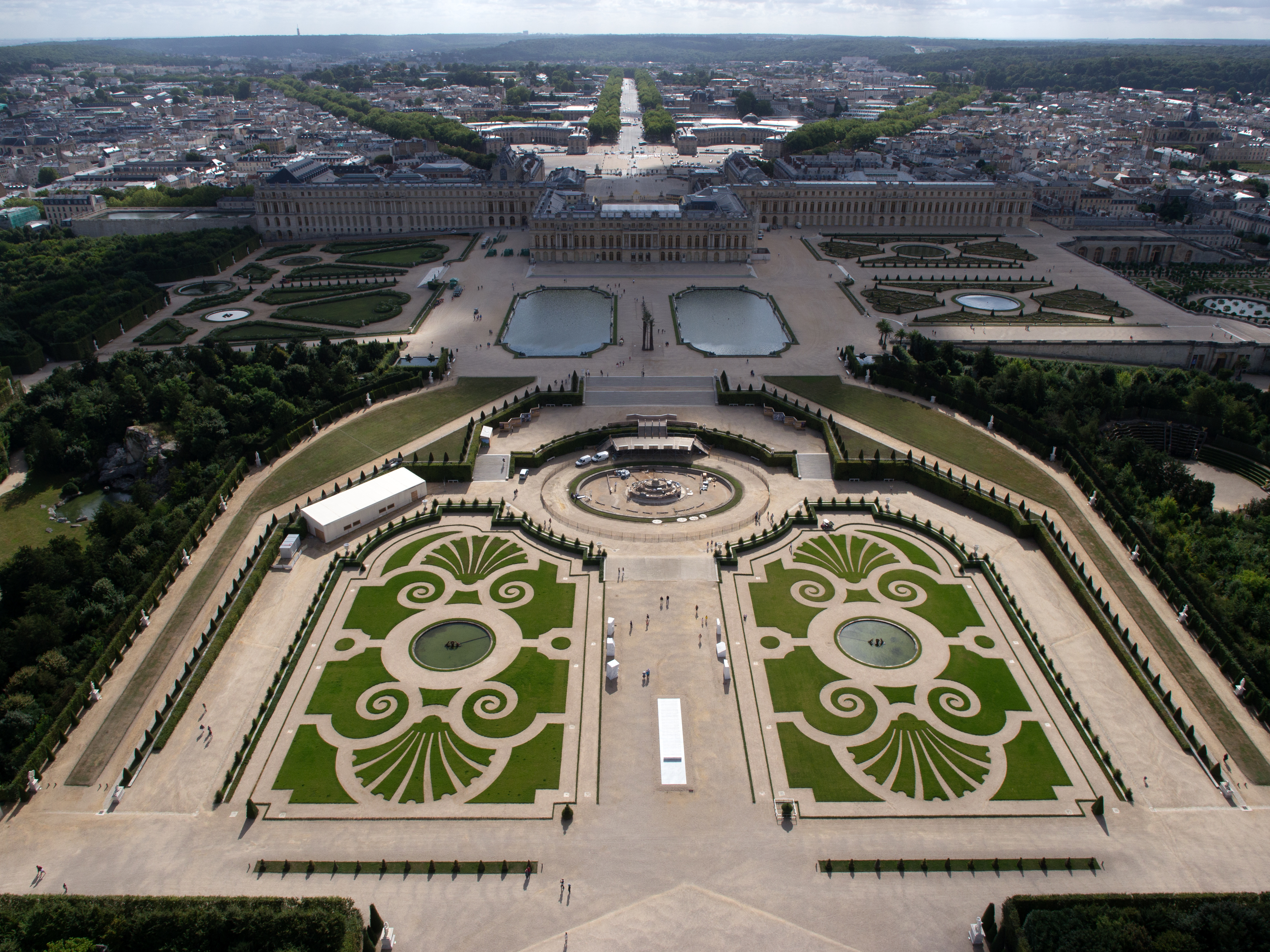
Vue aérienne du château de Versailles.

Les épreuves d'équitation ont lieu au château de Versailles : une carrière avec des tribunes d'une capacité de 15 000 places sera installée à l'ouest du Grand Canal.

## Format de la compétition
16 équipes de 3 cavaliers et 3 chevaux participent au concours complet par équipes qui regroupe trois épreuves : le dressage, le cross-country et le saut d'obstacles.
En tant qu'épreuves par équipes, le dressage et le saut d'obstacles sont présents aux Jeux olympiques.
Le cross-country est un long parcours comportant des obstacles naturels et artificiels variés à franchir dans un temps imparti.
Les épreuves individuelles et par équipes du concours complet se disputent concomitamment, les résultats en individuel étant comptabilisés pour l'épreuve par équipes.

## Programme
| Date                | Horaire | Manche           |
| ------------------- | ------- | ---------------- |
| Samedi 27 juillet   | 09 h 30 | Dressage         |
| Dimanche 28 juillet | 10 h 30 | Cross-country    |
| Lundi 29 juillet    | 11 h 00 | Saut d'obstacles |

## Résultats détaillés
| Rang | Pays             | Résultats individuels                                    | Résultats individuels                                             | Résultats individuels | Pénalités par équipe |
| Rang | Pays             | Cavaliers                                                | Chevaux                                                           | Pénalités             | Pénalités par équipe |
| ---- | ---------------- | -------------------------------------------------------- | ----------------------------------------------------------------- | --------------------- | -------------------- |
| 1    | Grande-Bretagne  | Tom McEwen Laura Collett Rosalind Canter                 | JL Dublin London 52 Lordships Graffalo                            | 25.80 17.50 23.40     | 66.70                |
| 2    | Allemagne        | Julia Krajewski Christoph Wahler Michael Jung            | Nickel 21 Carjatan S Chipmunk FRH                                 | 26.90 29.40 17.80     | 74.10                |
| 3    | France           | Karim Laghouag Stéphane Landois Nicolas Touzaint         | Triton Fontaine Chaman Dumontceau * Ride for Thaïs Diabolo Menthe | 29.60 24.40 27.20     | 81.20                |
| 4    | Nouvelle-Zélande | Jonelle Price Clarke Johnstone Tim Price                 | Hiarado Menlo Park Falco                                          | 30.80 25.70 26.50     | 83.00                |
| 5    | Japon            | Ryuzo Kitajima Yoshiaki Oiwa Kazuma Tomoto               | Cekatinka MGH Grafton Street Vinci de la Vigne                    | 34.50 25.50 27.40     | 87.40                |
| 6    | États-Unis       | Caroline Pamukcu Elisabeth Halliday Boyd Martin          | HSH Blake Nutcracker Fedarman B                                   | 30.40 28.00 30.50     | 88.90                |
| 7    | Suisse           | Melody Johner Robin Godel Felix Vogg                     | Toubleu de Rueire Grandeur de Lully CH Dao de l'Océan             | 38.40 29.10 22.10     | 89.60                |
| 8    | Australie        | Shane Rose Kevin McNab Christopher Burton                | Virgil Don Quidam Shadow Man                                      | 34.60 34.90 22.00     | 91.50                |
| 9    | Pays-Bas         | Janneke Boonzaaijer Sanne de Jong Raf Kooremans          | Champ De Tailleur Enjoy Radar Love                                | 31.90 34.80 27.00     | 93.70                |
| 10   | Belgique         | Karin Donckers Tine Magnus Lara Meier de Liedekerke      | Leipheimer Van 'T Verahof Dia Van Het Lichterveld Z Origi         | 26.60 44.00 30.00     | 100.60               |
| 11   | Irlande          | Sarah Ennis Susannah Berry Austin O'Connor               | Action Lady M Wellfields Lincoln Colorado Blue                    | 38.00 33.00 31.70     | 102.70               |
| 12   | Brésil           | Carlos Parro Rafael Mamprin Losano Marcio Carvalho Jorge | Safira Withington Castle Howard Casanova                          | 37.70 32.40 33.30     | 103.40               |
| 13   | Suède            | Sofia Sjoborg Frida Andersen Louise Romeike              | Bryjamolga VH Marienshof Box Leo Caspian 15                       | 33.30 37.70           | 104.30               |
| 14   | Canada           | Michael Winter Karl Slezak Jessica Phoenix               | El Mundo Hot Bobo Freedom GS                                      | 35.20 35.80 35.40     | 106.40               |
| 15   | Pologne          | Malgorzata Korycka Jan Kaminski Robert Powala            | Canvalencia Jard Tosca Del Castegno                               | 39.40 35.80 34.70     | 109.90               |
| 16   | Italie           | Emiliano Portale Evelina Bertoli Giovanni Ugolotti       | Future Fidjy des Melezes Swirly Temptress                         | EL 100.00 26.60 25.70 | 152.30               |

| Rang | Pays             | Résultats individuels                                            | Résultats individuels                                             | Résultats individuels | Résultats individuels | Total pénalités par équipe |
| Rang | Pays             | Cavaliers                                                        | Chevaux                                                           | Pénalités             | Pénalités             | Total pénalités par équipe |
| Rang | Pays             | Cavaliers                                                        | Chevaux                                                           | Cross- country        | Total                 | Total pénalités par équipe |
| ---- | ---------------- | ---------------------------------------------------------------- | ----------------------------------------------------------------- | --------------------- | --------------------- | -------------------------- |
| 1    | Grande-Bretagne  | Tom McEwen Laura Collett Rosalind Canter                         | JL Dublin London 52 Lordships Graffalo                            | 0.00 0.90 15.00       | 15.80                 | 82.50                      |
| 2    | France           | Karim Laghouag Stéphane Landois Nicolas Touzaint                 | Triton Fontaine Chaman Dumontceau * Ride for Thaïs Diabolo Menthe | 0.00 2.80 3.20        | 6.00                  | 87.20                      |
| 3    | Japon            | Ryuzo Kitajima Yoshiaki Oiwa Kazuma Tomoto                       | Cekatinka MGH Grafton Street Vinci de la Vigne                    | 6.40 0.00             | 6.40                  | 93.80                      |
| 4    | Suisse           | Melody Johner Robin Godel Felix Vogg                             | Toubleu de Rueire Grandeur de Lully CH Dao de l'Océan             | 3.20 9.60 0.00        | 12.80                 | 102.40                     |
| 5    | Belgique         | Karin Donckers Tine Magnus Lara Meier de Liedekerke              | Leipheimer Van 'T Verahof Dia Van Het Lichterveld Z Origi         | 7.20 2.00 1.20        | 10.40                 | 111.00                     |
| 6    | Nouvelle-Zélande | Jonelle Price Clarke Johnstone Tim Price                         | Hiarado Menlo Park Falco                                          | 28.40 4.80 2.00       | 35.20                 | 118.20                     |
| 7    | Suède            | Sofia Sjoborg Frida Andersen Louise Romeike                      | Bryjamolga VH Marienshof Box Leo Caspian 15                       | 15.00 0.00 0.80       | 15.80                 | 120.10                     |
| 8    | Irlande          | Sarah Ennis Susannah Berry Austin O'Connor                       | Action Lady M Wellfields Lincoln Colorado Blue                    | 3.20 15.20 0.00       | 18.40                 | 121.10                     |
| 9    | États-Unis       | Caroline Pamukcu Elisabeth Halliday Boyd Martin                  | HSH Blake Nutcracker Fedarman B                                   | 32.00 6.00 1.60       | 39.60                 | 128.50                     |
| 10   | Pays-Bas         | Janneke Boonzaaijer Sanne de Jong Raf Kooremans                  | Champ De Tailleur Enjoy Radar Love                                | 0.00 48.20 5.60       | 53.80                 | 147.50                     |
| 11   | Canada           | Michael Winter Karl Slezak Jessica Phoenix                       | El Mundo Hot Bobo Freedom GS                                      | 14.40 4.80 32.40      | 51.60                 | 158.00                     |
| 12   | Brésil           | Carlos Parro Rafael Mamprin Losano Marcio Carvalho Jorge         | Safira Withington Castle Howard Casanova                          | 22.40 9.20 42.40      | 74.00                 | 177.40                     |
| 13   | Italie           | Pietro Sandei Evelina Bertoli Giovanni Ugolotti Emiliano Portale | Rubis de Prere Fidjy des Melezes Swirly Temptress Future          | 14.00 6.40 36.40 -    | 76.80                 | 229.10                     |
| 13   | Italie           | Pénalité remplacement                                            | Pénalité remplacement                                             | 20.00                 | 76.80                 | 229.10                     |
| 14   | Allemagne        | Julia Krajewski Christoph Wahler Michael Jung                    | Nickel 21 Carjatan S Chipmunk FRH                                 | 4.80 EL 200.00 0.00   | 204.80                | 278.90                     |
| 15   | Australie        | Shane Rose Kevin McNab Christopher Burton                        | Virgil Don Quidam Shadow Man                                      | 2.80 RT 200.00 0.00   | 202.80                | 294.30                     |
| 16   | Pologne          | Malgorzata Korycka Jan Kaminski Robert Powala                    | Canvalencia Jard Tosca Del Castegno                               | 21.20 EL 200.00 60.00 | 281.20                | 391.10                     |

| Rang                                | Pays             | Résultats individuels                                                | Résultats individuels                                             | Résultats individuels | Résultats individuels | Total pénalités par équipe |
| Rang                                | Pays             | Cavaliers                                                            | Chevaux                                                           | Pénalités             | Pénalités             | Total pénalités par équipe |
| Rang                                | Pays             | Cavaliers                                                            | Chevaux                                                           | Saut d'obstacles      | Total                 | Total pénalités par équipe |
| ----------------------------------- | ---------------- | -------------------------------------------------------------------- | ----------------------------------------------------------------- | --------------------- | --------------------- | -------------------------- |
| Médaille d'or, Jeux olympiques      | Grande-Bretagne  | Rosalind Canter Tom McEwen Laura Collett                             | Lordships Graffalo JL Dublin London 52                            | 4.00 0.00 4.80        | 8.80                  | 91.30                      |
| Médaille d'argent, Jeux olympiques  | France           | Nicolas Touzaint Karim Laghouag Stéphane Landois                     | Diabolo Menthe Triton Fontaine Chaman Dumontceau * Ride for Thaïs | 8.00 4.00 4.40        | 16.40                 | 103.60                     |
| Médaille de bronze, Jeux olympiques | Japon            | Toshiyuki Tanaka Kazuma Tomoto Yoshiaki Oiwa Ryuzo Kitajima          | Jefferson Vinci de la Vigne MGH Grafton Street Cekatinka          | 1.60 0.00 0.40 -      | 22.00                 | 115.80                     |
| Médaille de bronze, Jeux olympiques | Japon            | Pénalité remplacement                                                | Pénalité remplacement                                             | 20.00                 | 22.00                 | 115.80                     |
| 4                                   | Belgique         | Tine Magnus Karin Donckers Lara Meier de Liedekerke                  | Dia Van Het Lichterveld Z Leipheimer Van 'T Verahof Origi         | 4.00 4.40             | 12.40                 | 123.40                     |
| 5                                   | Suisse           | Melody Johner Robin Godel Felix Vogg                                 | Toubleu de Rueire Grandeur de Lully CH Dao de l'Océan             | 8.80 13.20 4.00       | 26.00                 | 128.40                     |
| 6                                   | Suède            | Sofia Sjoborg Louise Romeike Frida Andersen                          | Bryjamolga VH Marienshof Caspian 15 Box Leo                       | 4.80 5.60 0.00        | 10.40                 | 130.50                     |
| 7                                   | États-Unis       | Caroline Pamukcu Elisabeth Halliday Boyd Martin                      | HSH Blake Nutcracker Fedarman B                                   | 4.40 0.80 0.00        | 5.20                  | 133.70                     |
| 8                                   | Nouvelle-Zélande | Jonelle Price Clarke Johnstone Tim Price                             | Hiarado Menlo Park Falco                                          | 12.00 4.40 0.00       | 16.40                 | 134.60                     |
| 9                                   | Irlande          | Aoife Clark Susannah Berry Austin O'Connor Sarah Ennis               | Freelance Wellfields Lincoln Colorado Blue Action Lady M          | 4.00 8.00 -           | 36.00                 | 157.10                     |
| 9                                   | Irlande          | Pénalité remplacement                                                | Pénalité remplacement                                             | 20.00                 | 36.00                 | 157.10                     |
| 10                                  | Pays-Bas         | Sanne de Jong Raf Kooremans Janneke Boonzaaijer                      | Enjoy Radar Love Champ De Tailleur                                | 5.20 12.80 0.00       | 18.00                 | 165.50                     |
| 11                                  | Canada           | Michael Winter Karl Slezak Jessica Phoenix                           | El Mundo Hot Bobo Freedom GS                                      | 0.00 4.00 12.00       | 16.00                 | 174.00                     |
| 12                                  | Brésil           | Ruy Fonseca Marcio Carvalho Jorge Rafael Mamprin Losano Carlos Parro | Ballypatrick SRS Castle Howard Casanova Withington Safira         | 8.00 4.00 5.20 -      | 37.20                 | 214.60                     |
| 12                                  | Brésil           | Pénalité remplacement                                                | Pénalité remplacement                                             | 20.00                 | 37.20                 | 214.60                     |
| 13                                  | Italie           | Pietro Sandei Giovanni Ugolotti Evelina Bertoli Emiliano Portale     | Rubis de Prere Swirly Temptress Fidjy des Melezes Future          | 8.40 22.00 5.20 -     | 35.60                 | 264.70                     |
| 14                                  | Allemagne        | Christoph Wahler Julia Krajewski Michael Jung                        | Carjatan S Nickel 21 Chipmunk FRH                                 | 0.00 0.40 4.00        | 4.40                  | 283.30                     |
| 15                                  | Australie        | Shenae Lowings Shane Rose Christopher Burton Kevin McNab             | Bold Venture Virgil Shadow Man Don Quidam                         | 9.20 4.40 0.40 -      | 34.00                 | 328.30                     |
| 15                                  | Australie        | Pénalité remplacement                                                | Pénalité remplacement                                             | 20.00                 | 34.00                 | 328.30                     |
| 16                                  | Pologne          | Wiktoria Knap Malgorzata Korycka Robert Powala Jan Kaminski          | Quintus 134 Canvalencia Tosca Del Castegno Jard                   | 22.80 1.60 10.00 -    | 54.40                 | 445.50                     |
| 16                                  | Pologne          | Pénalité remplacement                                                | Pénalité remplacement                                             | 20.00                 | 54.40                 | 445.50                     |